# Tinq
Tinq (TinQ) is een keten van onbemande tankstations en biedt brandstoffen onder de adviesprijzen van de grote maatschappijen aan. TinQ is een volledig zelfstandige dochteronderneming van Chevron en is met bijna 400 onbemande tankstations marktleider op de Nederlandse markt. Tango staat op nummer 2 met bijna 200 onbemande tankstations (stand 2024).

## Eigendom
Het merk TinQ is door Shell in 2001 in de markt gezet. In 2004 werd het bedrijfsonderdeel verkocht aan Gulf, behalve 22 stations die onder Shell-vlag verder gingen. Shell ging door met onbemande Shell Express-stations. De ANWB verkocht in 2008 zijn 32 ANWB-tankstations aan Gulf. Deze tankstations werden omgebouwd tot TinQ-vestigingen.
De Tinq tankstations maken deel uit van de Enviem groep, een multi-brand retailer met diverse tankstations in Nederland, België, Duitsland en Frankrijk en dit onder diverse merknamen, zoals Tinq (325+ locaties in Nederland en Duitsland), Gulf, (200+ locaties in Nederland, België, Frankrijk en Duitsland), BP (bijna 20 locaties in Nederland), SuperTank, en ten slotte Pollet en VDV (35, resp. 20 tankstations in België).

## Ontwikkeling
De eerste stations werden geopend op 31 augustus 2001 in Boekel en Zaltbommel. In september 2006 werd het honderdste TinQ-tankstation in gebruik genomen. In december 2015 exploiteerde het bedrijf 385 tankstations in Nederland.
Begin mei 2021 opende Tinq het eerste tankstation in België. Het tankstation is te vinden in Berlaar. Dit was voorheen een Avia Tankstation.
Agip (Eni) · Aral · Argos Oil · AVIA · BP · Esso · Gulf Oil · IQ-Diskont · JET · LUKoil · MOL · OCTA+ · OK Nederland · OMV · Orlen · Preem · Q8 · Repsol · Shell · Statoil · Tamoil · Texaco · Total

Onbemande tankstations in België en Nederland: AVIA Xpress · amiGo · DATS 24 · Esso Express · Firezone · OK Express · Q8 Easy · Shell Express · Tamoil Express · Tango · Tinq · Total Express